# Eparchia di Babrujsk
L'eparchia di Babrujsk (in bielorusso: Бабруйская епархія; in russo Бобруйская епархия?) è un'eparchia dell'esarcato bielorusso del Patriarcato di Mosca.
Dal 24 aprile 2007 l'eparca è Serafino di Babrujsk e Bychaŭ, nato Alexey Dmitrievich Belonozhko.

## Territorio
L'eparchia si estende sulla città di Bobruisk e sui distretti di Babrujsk, Bychaŭ, Hlusk, Kiraŭsk, Kličaŭ e Asipovičy della regione di Mahilëŭ.
Sede eparchiale è Bobruisk, dove si trova la cattedrale di San Nicola.
L'eparchia comprende 52 parrocchie e 2 monasteri.

## Storia
L'eparchia di Bobruisk è stata eretta dal Santo Sinodo della Chiesa ortodossa russa il 24 dicembre 2004, ricavandone il territorio dall'eparchia di Mahilëŭ.